# Зетя (комуна)
Зетя (рум. Zetea) — комуна у повіті Харгіта в Румунії. До складу комуни входять такі села (дані про населення за 2002 рік):
- Ізвоаре (352 особи)
- Десаг (27 осіб)
- Зетя (4473 особи) — адміністративний центр комуни
- Пояна-Тирнавей (44 особи)
- Суб-Четате (725 осіб)
- Шикасеу (132 особи)

Комуна розташована на відстані 224 км на північ від Бухареста, 33 км на захід від М'єркуря-Чука, 141 км на схід від Клуж-Напоки, 83 км на північ від Брашова.

## Населення
За даними перепису населення 2002 року у комуні проживали 5753 особи.
Національний склад населення комуни:
| Національність | Кількість осіб | Відсоток |
| -------------- | -------------- | -------- |
| угорці         | 5721           | 99,4%    |
| румуни         | 32             | 0,6%     |

Рідною мовою назвали:
| Мова      | Кількість осіб | Відсоток |
| --------- | -------------- | -------- |
| угорська  | 5723           | 99,5%    |
| румунська | 30             | 0,5%     |

Склад населення комуни за віросповіданням:
| Релігія            | Кількість осіб | Відсоток |
| ------------------ | -------------- | -------- |
| римо-католики      | 5551           | 96,5%    |
| реформати          | 76             | 1,3%     |
| унітарії           | 38             | 0,7%     |
| православні        | 20             | 0,3%     |
| п'ятдесятники      | 2              | < 0,1%   |
| юдеї               | 1              | < 0,1%   |
| не релігійні       | 1              | < 0,1%   |
| не вказали релігію | 8              | 0,1%     |